# Phú Uẩn
Phú Uẩn (giản thể: 富蕴县; phồn thể: 富蘊縣; bính âm: Fùyùn Xiàn; tiếng Uyghur: خْكتْكاَي ناھىيىسى, Koktokay Nahiyisi) là một huyện của địa khu Altay (A Lặc Thái), Châu tự trị dân tộc Kazakh - Ili (Y Lê), khu tự trị Tân Cương, Trung Quốc.

### Trấn
- Khố Ngạch Nhĩ Tề Tư (库额尔齐斯镇)
- Ti Ti Thác Hải (可可托海镇)
- Cáp Khỗ Nhĩ Đồ (恰库尔图镇)

### Hương
- Thổ Nhĩ Hồng (吐尔洪乡)
- Đỗ Nhiệt (杜热乡)
- Khố Nhĩ Đặc (库尔特乡)
- Khách Lạp Thông Khắc (喀拉通克乡)
- Thiết Mãi Khắc (铁买克乡)
- Khách Lạp Bố Lặc Căn (喀拉布勒根乡)